# Ruta 117 (Costa Rica)
La Ruta 117, oficialmente Ruta Nacional Secundaria 117, es una ruta nacional de Costa Rica ubicada en las provincias de San José y Heredia.

## Descripción
En la provincia de San José, la ruta atraviesa el cantón de Tibás (los distritos de San Juan, Anselmo Llorente), el cantón de Moravia (el distrito de San Vicente).
En la provincia de Heredia, la ruta atraviesa el cantón de Santo Domingo (los distritos de San Miguel, Tures).

## Historia
En octubre de 2020 se avaló la contratación de la empresa Codocsa S.A. para mejoras en los puentes sobre los ríos Virilla e Ipis en esta ruta, ampliándolos a dos carriles, un carril por sentido, ya que previo a estos trabajos se debe ceder el paso.